# Гікорі Дікорі Док (роман)
«Гікорі Дікорі Док» (англ. Hickory Dickory Dock) — детективний роман англійської письменниці Агати Крісті, написаний в 1955 році і вперше опублікований у тому ж році видавництвом «Collins Crime Club». Роман із серії про Еркюля Пуаро. Назва походить від дитячого віршика «Гікорі Дікорі Док» (англ. Hickory Dickory Dock).

## Сюжет
Студентський гуртожиток на Гікорі-Роуд. У мешканців починають пропадати речі. До Пуаро звертаються міс Лемон і її сестра, місіс Хаббард, які стурбовані відбувшився. Список вкрадених речей виглядає досить дивно. І хоча звичайно Пуаро не береться за розслідування дрібних крадіжок, цією справою він зацікавився. Приступивши до розслідування, Пуаро спочатку використає не найтонкіші методи. Шляхом погрози виклику поліції, він витягає визнання в однієї з мешканок, Селії Остін, що зізнається в декількох невеликих крадіжках, зроблених нею для залучення уваги Коліна Макнабба, студента-психіатра, що сприймає Селію як цікавий випадок для вивчення. Колін і Селія обручюються, але наступного дня Селію знаходять мертвою. Вона гине від передозування морфіном. Пуаро відразу розуміє, що це вбивство, яке спробували замаскувати під самогубство.
Ще кілька дрібних крадіжок Пуаро розкриває досить швидко. Пуаро звертає свою увага на діамантовий перстень. Після того, як перстень було знайдено в супі Міс Валери Хобхауз, діамант виявився заміненим на циркон. Пуаро обвинувачує Валері в крадіжці діаманта. Валері зізнається, що була змушена украсти камінь, щоб покрити картковий борг. Вона також зізнається, що надоумила Селію робити дрібні крадіжки.
Незабаром невідомий вбиває господарку пансіону, Місіс Ніколетіс. Пуаро перемикає свою увагу на рюкзак. Йому вдається встановити, що рюкзак використався для перевезення наркотиків і контрабанди коштовностями. Пуаро залишається встановити, хто займався контрабандою й хто вбив Селію й Місіс Ніколетіс.

## Персонажі
- Еркюль Пуаро — бельгійський слідчий
- Міс Лемон — секретар Пуаро
- Місіс Хаббард — сестра Міс Лемон, економка пансіону
- Місіс Ніколетіс — власниця пансіону
- Інспектор Шарп — слідчий
- Селія Остін — фармацевт аптеки Лікарні Св. Катерини
- Колін МакНабб — студент-психіатр
- Найджел Чапмен — студент-історик, мешканець Пансіону на Гікорі-роуд
- Валери Хобхауз — перукар
- Саллі Фінч — студентка, мешканець Пансіону на Гікорі-роуд

## Значення та критика
Філіп Джон Стед (англ. Philip John Stead) в своєму огляді для Times Literary Supplement від 23 грудня 1955 стверджував:
|  | (...) автор надто часто намагається пустити по помилковому сліду. Однак, нариси-мініатюри персонажів такі ж хороші, як завжди, і, незважаючи на надмірну перевантаженість пазлу, читати цікаво. Оригінальний текст (англ.) (...) the author has been a little too liberal with the red herrings. Yet the thumb-nail sketches of the characters are as good as ever and in spite of the over-elaborate nature of the puzzle there is plenty of entertainment. |

Роберт Бернард (англ. Robert Barnard) писав:
|  | (...) сюжет (наркотики, які перевозять в імпортованих сумках) є надзвичайно нереальним; спроба розширити коло персонажів (африканці, індійці, студенти факультету психології тощо) не є вдалою. Оригінальний текст (англ.) (...) the plot (drugs smuggled in imported haversacks) is unlikely in the extreme; and the attempt to widen the range of character types (Africans, Indians, students of Freud etc.) is far from successful. |